# SSV Ettlingen

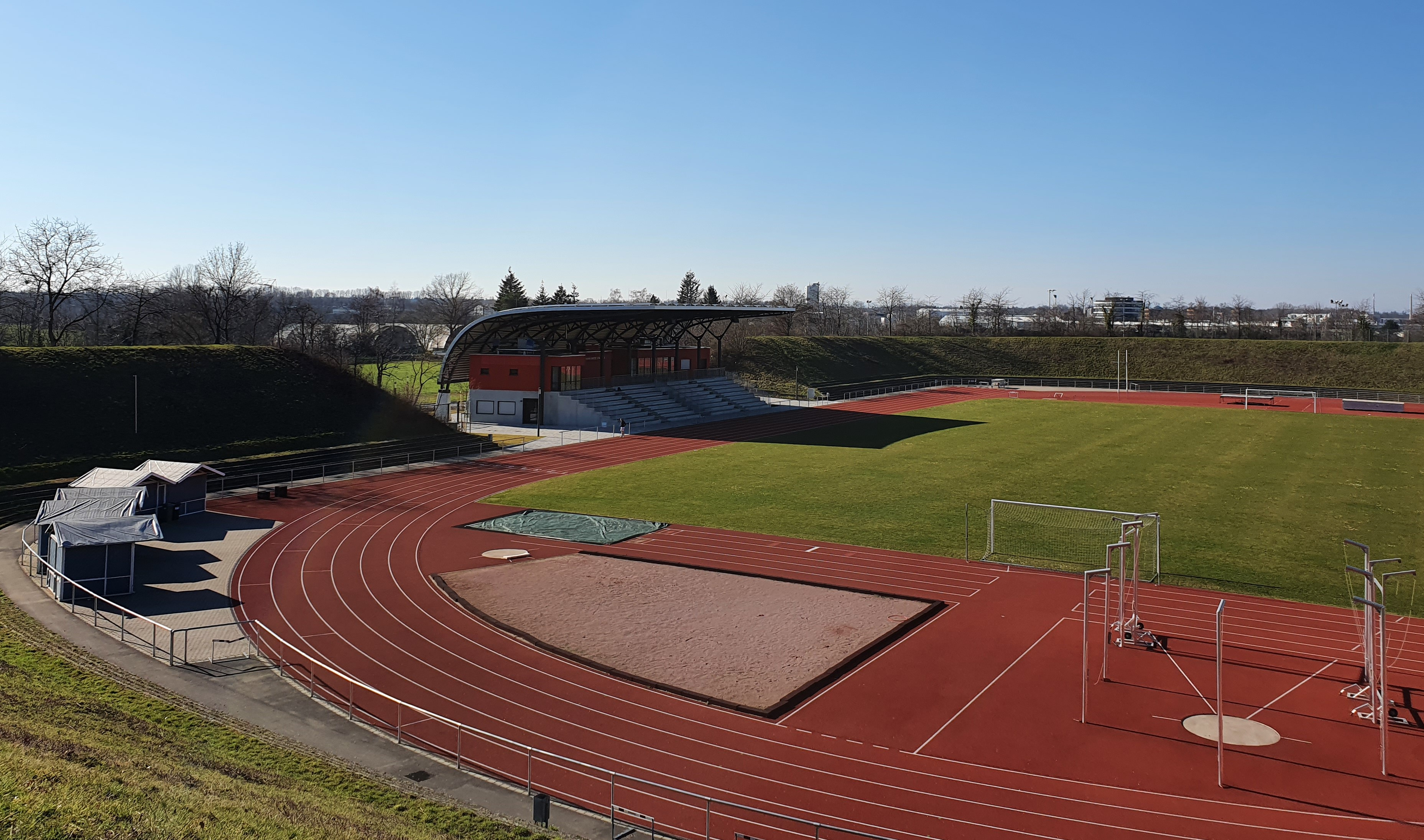
Leichtathletik-Anlagen und Spielfeld im Ettlinger Albgau-Sportpark (2021)

Die Spiel- und Sportvereinigung Ettlingen 1847 e. V. (SSV) ist ein Mehrspartensportverein im nordbadischen Ettlingen mit über 2000 Mitgliedern, der im Gesundheits-, Breiten- und Leistungssport aktiv ist. Der Verein gründete sich nach Aufhebung der Turnsperre wie viele weitere Vereine in den 1840er-Jahren. Anfang des 20. Jahrhunderts schlossen sich Leichtathleten, Schwimmer und Handballer den Turnern an. 1973 war die erste Zusammenführung Ettlinger Sportvereine. Der neue Großverein hatte damit über 1700 Mitglieder in den Abteilungen Basketball, Fußball, Faustball, Handball, Leichtathletik, Turnen und Volleyball. In der Folge kamen Schwimmen (1975), Wasserball und Radsport (1976), Skisport (1977), Tennis (1983), Triathlon (1992) und Badminton (1994) hinzu, ehe 2010 die Verschmelzung zur heutigen Spiel- und Sportvereinigung Ettlingen 1847 e. V. erfolgte.
International erfolgreiche Sportler sind die Olympiateilnehmer Verena Jooß (Einerverfolgung als Disziplin des Bahnradsports) und Eberhard Stroot (Zehnkampf als Disziplin der Leichtathletik) sowie Handball-WM-Teilnehmer David Schmidt. Triathlet Moritz Gmelin wurde bei den Ironman World Championships zweimal Altersklassen-Dritter. In der Leichtathletik (1983), im Gesundheitssport (1989), im Handball (1998), im Wasserball (2005) und im Volleyball (2019) ist der Verein in regionalen Zusammenschlüssen integriert. Sportbezogene Kinder- und Jugendarbeit betreibt die SSV im Kinderbewegungszentrum und in Kooperation mit dem Otto-Hahn-Gymnasium.
Vereinsvertreter unterstützten die Organisation der World Games 1989. 1994 fanden die Deutschen Gehörlosen-Leichtathletik-Meisterschaften statt. Alljährlich werden der Halbmarathon und der Ettlinger Cross-Duathlon veranstaltet.
Vereinseigene Sportstätte ist der Albgau-Sportpark.

## Geschichte

### Turnverein Ettlingen (1847–1973)

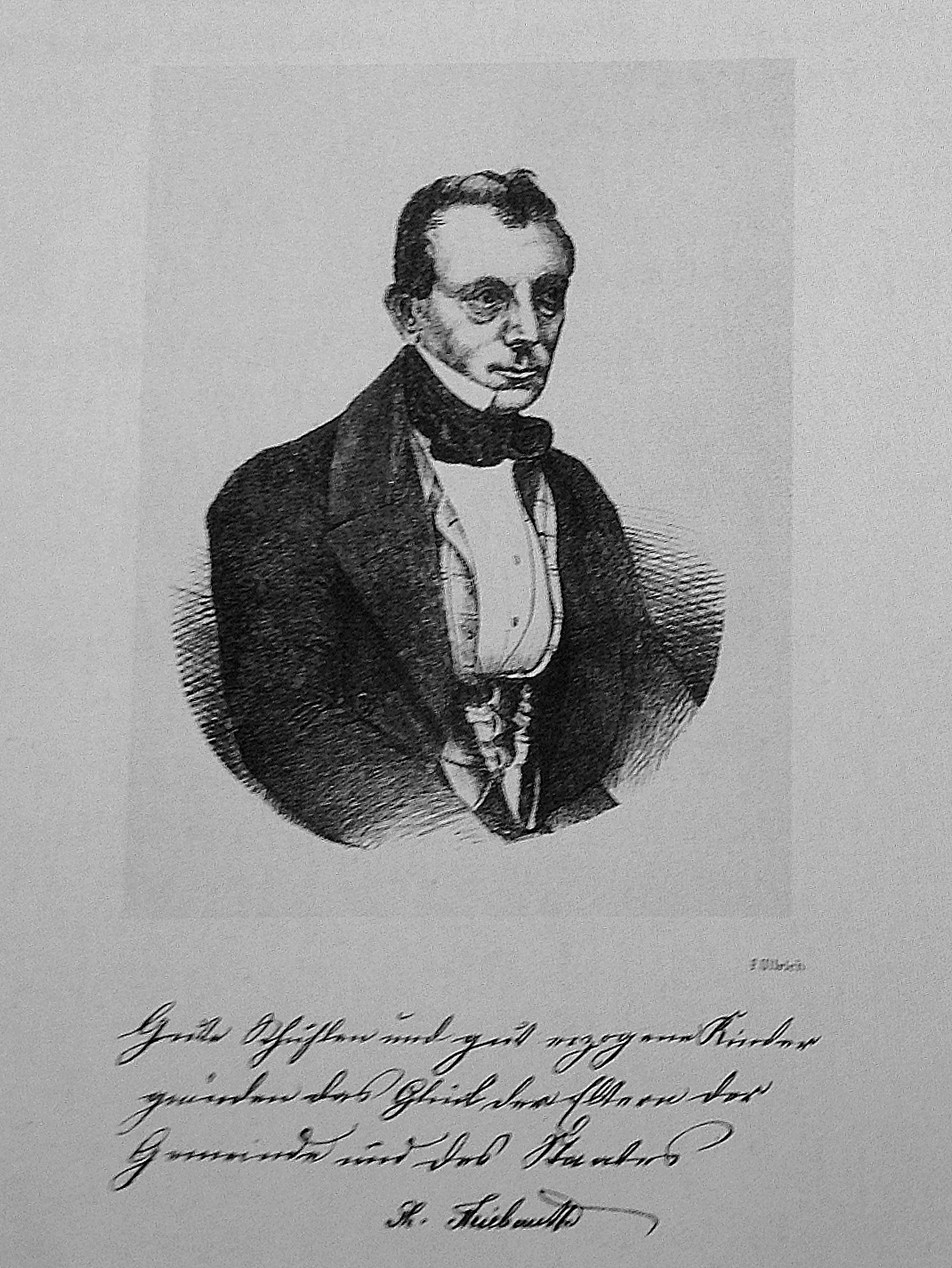
Philipp Adam Thiebauth

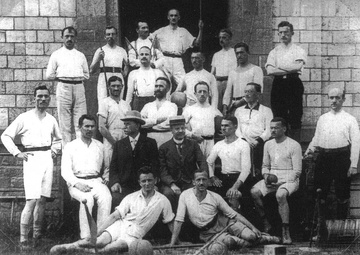
Turnerschaft in den Anfangsjahren

Die Gründung eines weiteren Vereins neben Lese-, Gesang-, Feuerwehrverein und Ettlinger Brandcorps bot für den in der Westschweiz und Frankreich zum Gastwirt ausgebildeten und späteren Ettlinger Bürgermeister, Philipp Adam Thiebauth, die Gelegenheit, sein in Frankreich geprägtes revolutionäres Gedankengut in weniger verdächtigen Gemeinschaften auszubreiten, weil in den Jahren des Vormärz der Deutschen Revolution 1848/1849 Parteiorganisationen nicht erlaubt waren. Den Anlass gab ein Ausflug des Karlsruher Turnvereins 1846 am 16. Mai 1847, der in Thiebauths Gasthaus „Zur Sonne“ Rast machte und die freiheitlichen Ideale verkörperte. Das revolutionäre Geschehen zwischen März 1848 und Juli 1849 im Deutschen Bund führte in Ettlingen zum Einsatz der Bürgerwehr, die 1849 unter Thiebauth und mit Hilfe der bewaffneten Turnerwehren aus Hanau und Heilbronn den badischen Aufstand niederschlug. Als Folge wurde der Turnverein aufgelöst und Thiebauth am 5. Juli 1850 in Abwesenheit (er war mit Lorenz Brentano zunächst in die Schweiz und anschließend nach Liverpool geflohen) zu 18 Jahren Zuchthaus verurteilt. Der Barrenstreit bescherte den Turnvereinen nach diesen Rückschlägen eine Wiederbesinnung und 1860 kam es wieder zu einem deutschen Turnfest. Am 6. Juli 1863 wurde im Restaurant „Erbprinz“ die Vereinswiedergründung eingeleitet und der Anschluss an den Oberrheinischen Turnerbund beschlossen. Meinungsverschiedenheiten führten am 20. Januar 1867 zur erneuten Auflösung des Vereins. Die Rückkehr des Revolutionärs Philipp Thiebauth erweckte den Verein am 4. Juli 1872 zum Leben – allerdings schlief der Turnbetrieb bis 1878 ein und von 1881 bis 1885 gab es offiziell keinen aktiven Turnverein in Ettlingen. Nach der fünften Neugründung am 27. Juni 1885 wurde das Vereinsgeschehen dauerhafter. 1901 wurde die erste Damenriege gegründet und am 8. September 1904 die neue Turnhalle neben der damaligen Knaben- und heutigen Thiebauth-Schule in der Friedrichstraße eingeweiht.
In den 1910er-Jahren gab es erste Tendenzen zum Mehrspartensportverein, da leichtathletische Disziplinen Eingang fanden (1910), sich der Schwimmverein Neptun anschloss (1913) und auch Handball gespielt wurde (1918). 1930 wogte eine heftige Auseinandersetzung, der „Ettlinger Turnstreit“, in den weltlichen und kirchlichen Medien, bei dem es vordergründig um die Einmischung und Parteinahme konfessioneller Religionslehrer an den badischen Schulen, aber letztlich um „Schamhaftigkeit, Sittsamkeit und Körperkultur“ für Frauen ging. Im Juni 1931 wurde diesbezüglich eine Klage des Erzbischöflichen Ordinariats in Freiburg gegen den Turnverein zurückgezogen. Die Rückbesinnung auf das ursprüngliche Gründungsjahr begann am 29. Juni 1935 mit der Namensänderung in Turnverein 1847 Ettlingen.
Im Zweiten Weltkrieg verlor der Turnverein 53 seiner Mitglieder. Die „Jahnwiese“ wurde in Gartenland umgewandelt, der Verein verboten und alle Unterlagen und Fahnen wurden verbrannt. Da Ettlingen weitgehend von Zerstörungen verschont blieb, konnte der Turner Albert Semling bereits am 29. Dezember 1945 Turner, Fußballer, Handballer, Boxer, Schwimmer und Tischtennisspieler unorganisiert zusammenrufen. Am 4. März 1950 gab es eine Umbenennung in Turn- und Sportverein Ettlingen und bereits am 9. August 1952 kam es zur Rückbenennung in Turnverein Ettlingen 1847. Am 26. Juli 1969 gab es eine Fusion mit der 1935 verbotenen und 1952 neu gegründeten Deutschen Jugendkraft Schwarz-Weiß-Ettlingen 1920 e. V.

### Arbeitersportverein (1905–1973)
Der Arbeitersportverein Ettlingen 1905 e. V. bezieht sein Gründungsdatum auf die Etablierung der Freien Turnerschaft Ettlingen. Ab 1921 gehörte der Verein zum Arbeitersportkartell Karlsruhe mit etwa 30.000 Sportlern im Jahre 1926. Trotz geringer finanzieller Mittel nahmen Vereinsmitglieder an den Arbeiterolympiaden 1925 in Frankfurt und 1931 in Wien teil. Alle Arbeitervereine wurden 1933 verboten. 1952 erfolgte die Wiedergründung als Arbeitersportverein Ettlingen 1905 e. V. Der Verein war besonders im Fußball aber auch im Volleyball, Schwimmen, Schwerathletik, Frauengymnastik und Turnen aktiv. Der in Karlsruhe geborene ehemalige ASV-Torhüter Thomas Unger startete für Alemannia Aachen ab 2009 in der 2. Fußball-Bundesliga. 

### Ettlinger Sportverein 1847 (1973–2010)
Zehn Jahre nach Bildung der Stadiongemeinschaft und gemeinsamer Nutzung der Platzanlage trafen sich im September 1970 die Vorsitzenden des Arbeitersportvereins Ettlingen 1905 e. V., des Turnvereins Ettlingen 1847 und des 1913 gegründeten Turn- und Sportvereins Spinnerei erstmals, um einen Großverein zu bilden. Am 1. Dezember 1973 schlossen sich der Turnverein/DJK Ettlingen e. V. mit dem Fußballverein Ettlingen 1896 zum Ettlinger Sportverein 1847 e. V. zusammen. Der neue Großverein hatte damit 1712 Mitglieder in den sieben Abteilungen Basketball, Fußball, Faustball, Handball, Leichtathletik, Turnen und Volleyball. In dieser Zeit gab es Neuerungen im Vereinsmanagement und der Außendarstellung. Dazu gehörten der Aufbau einer Geschäftsstelle mit einem hauptamtlichen Geschäftsführer, die Gründung eines Beirates für besondere Organisationsaufgaben sowie die Präsenz beim Badischen Sportbund und in Fachverbänden einzelner Sportdisziplinen. Weitere Abteilungen für Schwimmen (1975), Wasserball und Radsport (1976), Skisport (1977), Tennis (1983), Triathlon (1992) und Badminton (1994) wurden gegründet.

### Spiel- und Sportvereinigung Ettlingen 1847 (seit 2010)
2010 verschmolzen der Ettlinger SV 1847 und der Nachbarverein ASV Ettlingen zur SSV Ettlingen 1847. Die Satzung wurde am 11. Mai 2010 beschlossen. Der hauptamtliche Geschäftsführer wird von der Geschäftsstellenleiterin, einem Verantwortlichen für die Mitgliederpflege und einer Vereinsarbeitskoordinatorin unterstützt. Der Vorstand besteht aus fünf und der Beirat aus vier Mitgliedern.
Ausgelöst durch die COVID-19-Pandemie in Deutschland bietet der Verein unter der Überschrift „Natursport“ unter professioneller Leitung Outdoor-Sportarten (Laufen, Walken, Wandern, Radfahren, Mountainbiken) sportartenübergreifend an. Hinzu kommen Tipps für Kräftigungs- und Fitnessübungen oder Faszientraining.

## Wettkampfsport
Die folgenden Abteilungen betreiben Individualsport in der Leichtathletik und im Triathlon und Mannschaftssport in Wettkampfklassen bis zur Oberliga.

### Individualsport

#### Leichtathletik
Die Ursprünge der Abteilung gehen auf die Zeit zwischen 1910 und 1920 zurück. Die Abteilung gründete sich im damaligen Turnverein Ettlingen 1847 e. V. Auch der Arbeitersportverein Ettlingen 1905 e. V. hatte eine eigene Abteilung. Als Sportvereinigung der Stadt Ettlingen nahmen die Leichtathleten 1946 an den Kreismeisterschaften des Karlsruher Turnvereins 1846 teil.
Ernst Boedner erschien 1935 mit seiner Marathon-Zeit von 2:45:59 Stunden in der Weltrangliste und gewann im selben Jahr den Brockenlauf. Eberhard Stroot wurde am 10. August 1969 Deutscher Jugendmeister im Weitsprung und nahm 1976 als Zehnkämpfer bei Olympia in Montreal teil. Sabine Staub wurde am 19. Juli 1980 Deutsche Jugendmeisterin im Weitsprung, Siebte bei den Deutschen Meisterschaften 1982 im Weitsprung und Vierte mit der 4 × 100-m-Staffel der MTG Mannheim bei den Deutschen Meisterschaften 1983. Peter Neumaier wurde 1985 in der Halle Deutscher Jugendmeister (im Stabhochsprung) und konnte 1994 mit der 4 × 200-m-Staffel des LAC Quelle Fürth/München 1860 den Titel gewinnen. Philipp Grimm wurde 2004 mit 7840 Punkten Deutscher Vizemeister im Zehnkampf.

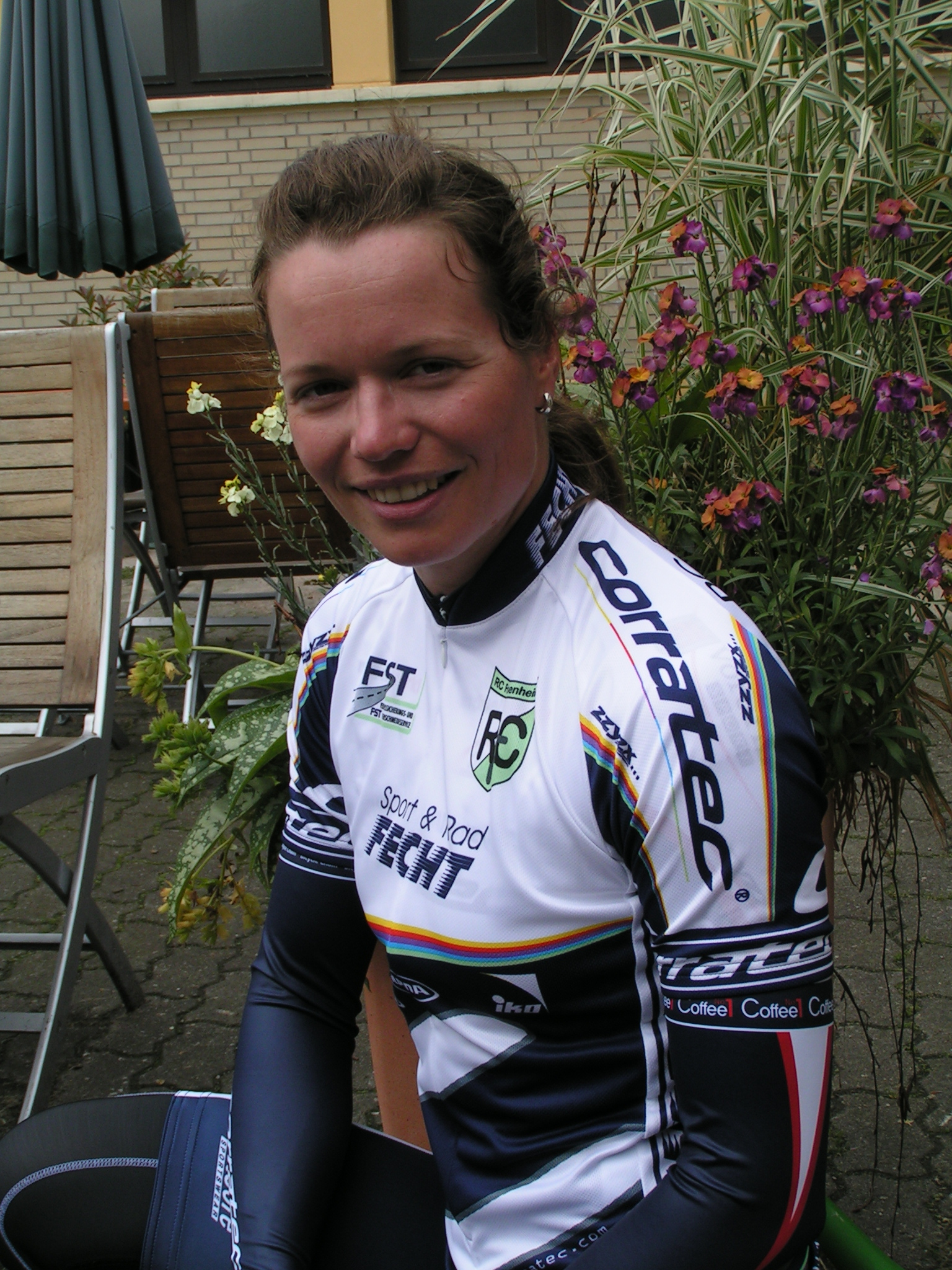
Verena Jooß (2010)

Einerverfolgerin Verena Jooß, Olympiateilnehmerin 2008 in Peking im Bahnzeitfahren (Elfte), begann als Leichtathletin. Mit sechs Jahren trat sie dem Ettlinger SV bei und blieb bis zum 20. Lebensjahr dieser Sportart treu. Als Schülerin wurde sie dreimal Deutsche Meisterin im Blockmehrkampf. In der Jugend widmete sie sich den 800 m und erlief sich am 17. Mai 1998 den dritten Platz bei den Deutschen Jugendmeisterschaften. Jonas Frenzel wurde 2007 und 2008 Deutscher Jugendmeister über 2000 m Hindernis. Christoph Kessler, Jannik Arbogast, Felix Wammetsberger, Nils Kruse (DM-Zweiter Zehnkampf, Mannschaftswertung 2016; DM-Achter Zehnkampf, 2018; DM-Fünfter Zehnkampf, 2020) und Maximilian Köhler starten für die Leichtathletik Region Karlsruhe. Maximilian Köhler errang am 24. Juli 2019 den deutschen Jugendmeistertitel über 300 Meter Hürden. Sophia Seiter (ehemals TV Bühl) errang diesen Titel am 13. September 2020 mit der 4-mal-400-Meter-Staffel der Leichtathletik Region Karlsruhe. Markus Görger startete im Dezember 2021 bei den Crosslauf-Europameisterschaften in Dublin. Felix Wammetsberger und Christoph Kessler holten 2024 mit der 3-mal-1000-Meter-Staffel die Silbermedaille bei den Deutschen Hallenmeisterschaften. Ebenfalls Silber errgang Lisa Merkel bei den Crosslauf-Europameisterschaften 2023.

#### Triathlon
Der ehemalige Radrennfahrer Siegfried Adler war Organisationschef von Triathlon als Demonstrationssportart bei den World Games am 15. und 16. Juli 1989. Das Gründungsjahr der Abteilung Triathlon im Verein war 1992. Ein großer Erfolg war 1995 der Aufstieg in die Baden-Württemberg-Liga.
Die Abteilung organisiert den Ettlinger Cross-Duathlon und den Abtal-Triathlon.

### Mannschaftssport

#### Handball
Organisierter Feldhandball wurde im Verein ab 1918 auf dem Exerzierplatz der Rheinlandkaserne betrieben.

„Es waren recht kämpferische Schlachten, weit mehr als es das heute gibt. Wir hatten ja keine eigentlichen Handballregeln und spielten uns nach Fußballart unmittelbar vor das Tor […] und die Gewitztesten unter uns gaben dem Torwart einen Schubs, und damit war freie Bahn zum Tor.“

Bis 1937 starteten die Männer in der höchsten Klasse des Landes, ab 1933 war dies die Handball-Gauliga Baden. 1934 wurde eine Damenmannschaft gegründet, die 1939 die Kreismeisterschaft gewann. Erst zwischen 1965 und 1975, als die ersten Großsporthallen entstanden, ging der Handballsport schrittweise vom Feld- über Kleinfeldhandball zum Hallenhandball über. In den Spielzeiten 1976/77, 1977/78, 1980/81 und 1990–93 startete die Herrenmannschaft in der Handball-Badenliga (vor der Spielzeit 2004/05 Oberliga Baden), der höchsten Spielklasse des Badischen Handball-Verbands und fünfthöchsten im Spielbetrieb des Deutschen Handballbunds.

Seit 1998 existiert die Handballspielgemeinschaft Ettlingen/Bruchhausen. Im Mai 2019 kam der TV Ettlingenweier dazu. Seitdem startet die Gemeinschaft als HSG Ettlingen.

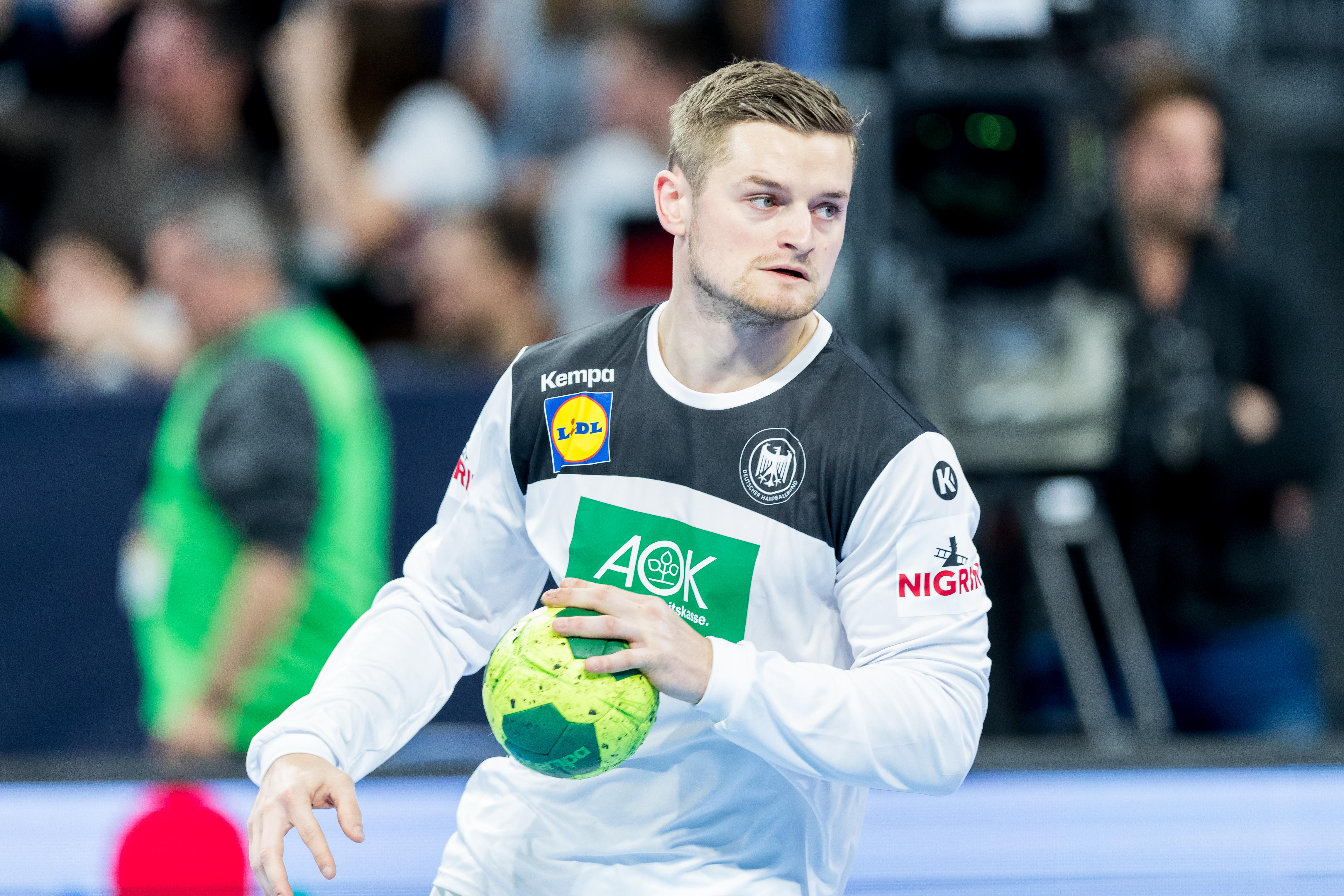
David Schmidt (2020)

Rückraumspieler David Schmidt wurde bei der HSG ausgebildet und nahm an der Handball-Weltmeisterschaft der Männer 2021 in Ägypten teil.
In der Saison 2023/24 startet die 1. Mannschaft in der Badenliga.

#### Badminton
In der Saison 2023/24 startete die 1. Mannschaft in der BW-Liga.

#### Fußball
Die Fußballmannschaft der Herren spielte 1946/47 und 1947/48 in der damals höchsten Amateurklasse im Fußball in Nordbaden. Manfred Krafft trainierte von 1995 bis 2002 den Ettlinger Sportverein 1847 e. V. auf seiner letzten Trainerstation.
In der Saison 2023/24 startet die 1. Mannschaft in der Kreisklasse A2.

#### Wasserball
Ab 1996 und die folgenden fünf Jahre war die Mannschaft in der dritthöchsten deutschen Spielklasse, der Regionalliga Süd, vertreten. 2005 gründeten die Wasserballer eine Startgemeinschaft mit der SGW Durlach, da beide Vereine unter Nachwuchsmangel litten. Die Startgemeinschaft Wasserball Durlach/Ettlingen (SGWDE) wurde 2019 von der Leistungssport Schwimmen Baden-Württemberg gGmbH als erster Talentstützpunkt in Baden-Württemberg ausgezeichnet.
In der Saison 2023/24 startete die Mannschaft in der Oberliga.

## Breitensport und Rehabilitationssportgruppen

### Breitensport
Sportliche Aktivitäten, die der körperlichen Fitness, dem Ausgleich von Bewegungsmangel sowie der Geselligkeit dienen, von Übungsleitern begleitet werden und ohne Wettkampf stattfinden, werden in den Abteilungen Basketball, Prellball, Schwimmen, Tennis, Turnen und Volleyball betrieben. Teilnehmer des Lauftreffs sind nicht an eine Vereinsmitgliedschaft gebunden.
Folgende Abteilungen beendeten ihre Aktivitäten:
- Faustball (1961 bis 2007)
- Radsport (1976 bis 2000)
- Skisport (1977 bis 2019)
- Tanzen (1984 bis 1988)

### Rehabilitationssportgruppen
Die Vereinssatzung verankert eine offensive Integration von Menschen mit Behinderung in das Vereinsgeschehen und die Zusammenarbeit mit Behindertenorganisationen. In vier Bereichen erfolgen die Aktivitäten: Seit den 1950er-Jahren werden behinderte Kinder der Wilhelmshöhe begleitet, seit den 1980er-Jahren finden Benefizspiele der Fußballabteilung zu Gunsten der Aktion Sorgenkind statt, seit Anfang der 2000er-Jahre gibt es eine Zusammenarbeit mit den Hagsfelder Werkstätten, einer Heim- und Arbeitsstätte für Menschen mit Behinderung, und seit 2010 bietet die Koronarsportgruppe Übungsstunden an. Es besteht eine Kooperation mit der Volkshochschule Ettlingen zum Thema „Osteoporose – In Theorie und Praxis“. Der Verein ist Teil der Vereinsinitiative Gesundheitssport, der weitere Vereine aus der Region wie Karlsruher Turnverein 1846, SV Karlsruhe-Beiertheim, TSG Blankenloch oder SSC Karlsruhe angehören.

## Kinder- und Jugendsport
Das KinderBewegungsZentrum (KiBeZ) bietet interessierten Kindern in vier Altersstufen von 3 bis 10 Jahren sportartübergreifende Grundlagenausbildung und Schnupperstunden in Badminton, Leichtathletik, Handball, Turnen, Kampfsport, Fußball, Wasserball, Basketball und Schwimmen. Es besteht eine Kooperation zum Karlsruher Institut für Technologie und dem Forschungszentrum für den Schulsport und den Sport von Kindern und Jugendlichen (FoSS). 2023 wurde ein „Silberner Stern“ für außergewöhnliche Leistungen in der Sportwirtschaft mit besonderen Ideen und soziokulturellem Engagement verliehen. Die Tennisabteilung bietet der Schillerschule in Ettlingen eine Ergänzung des schulischen Sportunterrichts an.

## National und international erfolgreiche Sportler und Mannschaften
| Name              | Sportart und Erfolge                                    |
| ----------------- | ------------------------------------------------------- |
| Siegfried Adler   | Radsportler und Weltmeisterschaftsteilnehmer 1966       |
| Markus Görger     | Leichtathlet und Europameisterschaftsteilnehmer 2021    |
| Moritz Gmelin     | Triathlet und Altersklassen-Dritter Ironman Hawaii 1999 |
| Verena Jooß       | Radsportlerin und Olympiateilnehmer 2008                |
| Christoph Kessler | Leichtathlet und Team-Europameister 2017                |
| Albert Olbrechts  | Leichtathlet und Senioren-Weltmeister                   |
| David Schmidt     | Handballer und Europameisterschaftsteilnehmer 2020      |
| Eberhard Stroot   | Leichtathlet und Olympiateilnehmer 1976                 |

Siegfried Adler leistete mit der Organisation von Triathlon als Demonstrationssportart bei den am 15. und 16. Juli 1989 stattfindenden World Games Pionierarbeit – noch ein Jahr vor der Demonstration bei den Commonwealth Games in Auckland. Sportliche Erfolge konnten die Triathleten als Tri-Team in der Besetzung Christopher Uhl, Marco Lopez und Moritz Gmelin mit dem zweiten Platz beim Powerman Zofingen 2013 erzielen. Doris Bernhard rangierte 2013 in der Rennserie Ironman 70.3 in der Altersklassen-Weltrangliste (W55–59) nach ihren Siegen in Berlin und Luxemburg und dem siebten Rang in Zürich auf Rang 24 und nahm an der Weltmeisterschaft in Las Vegas teil. Felix Tutsch errang am 12. Oktober 2019 beim Ironman Hawaii in der Altersklasse M45 den 108. Platz.
Die Volleyballmannschaft der Frauen spielte 1985/86 in der Besetzung Claudia Becker, Jutta Pferrer, Elke Bakos, Petra Schindler, Silke Bär, Monika Feyerlein, Birgit Trautwein, Karin Klein, Martina Behn und Petra Knittel unter Anleitung von Dieter Bär ein Jahr in der 1. Bundesliga sowie auf dem Weg dorthin 1982/83 und 1983/84 und dann wieder 1996/97 und 1997/98 in der 2. Bundesliga. Grundlage war der kontinuierliche Aufbau mit nationalen Erfolgen, die 1981 mit dem deutschen Meistertitel der weiblichen C-Jugend und dem Vizetitel der B-Jugend begann. Es folgten 1982 die Titel bei der B-Jugend und 1985 bei der A-Jugend. In diesem Zeitraum wurden zweite Plätze bei der B-Jugend, A-Jugend und den Juniorinnen erreicht.

## Sportstätten
Die Ettlinger Wilhelmshöhe war seit 1928 unter Georg Brechenmacher Sportschule und ab 1934 Olympiastützpunkt. Vereinseigene Sportanlagen sind die Rasen-, Tennis- und Beachvolleyball-Plätze sowie das Vereinsheim im Albgau-Sportpark.

### Albgau-Sportpark

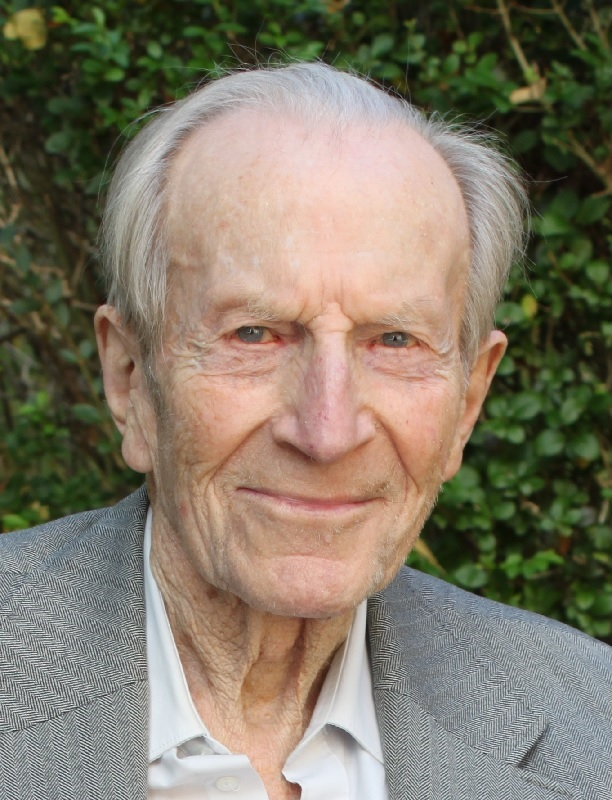
Albert Olbrechts (2018)

Da mit der Eröffnung des Albgaubads am 1. Juli 1951 ein wichtiges Gelände für viele Ettlinger Sportvereine wegfiel, einigten sich der Turnverein 1847, der Fußballverein 1896, der Arbeitersportverein Ettlingen 1905 e. V. und die Deutsche Jugendkraft Schwarz-Weiß-Ettlingen 1920 e. V. mit der Stadtverwaltung, ein bereits vom Ski-Club Ettlingen genutztes Gelände am südlichen Ortseingang Ettlingens auszubauen. Eine konzertierte Aktion der Stadt, des Handels, der Industrie und des Gewerbes ermöglichte am 30. Juni 1957 die Einweihung von Spielfeld, Aschenbahn und Außenanlage. 1960 gründete sich in Ettlingen die sogenannte Stadiongemeinschaft zur kostengünstigen Stadionnutzung. Eine Tribüne wurde 1959 vom Stadion Honsellstraße in Karlsruhe übernommen, als dieses abgerissen wurde. Sie füllte die Lücke zwischen den beiden Stadionwällen. Im Juli 1961 wurde die Tribüne eingeweiht. Sie bot zunächst 1.200 Menschen Platz. Den endgültigen Ausbau hat das Stadion dem Ettlinger Laufsportbegeisterten Albert Olbrechts zu verdanken. Auf seine Initiative hin wurden die Arbeiten aufgenommen, und er selbst verlegte über 6.000 Stehstufen. Nach dem Ausbau 1981 fasste das Stadion über 30.000 Plätze. Von 1985 bis 1993 wurden von der Stadt Ettlingen 10 Millionen Mark in das Sportzentrum Baggerloch investiert. Seit 2008 war die Tribüne wegen Sicherheitsmängeln gesperrt. 2020 konnte durch Initiative von Investor Hans Bretz das nach ihm benannte Stadion wieder eröffnet werden. Seit Anfang 2021 wird Strom vom Dach des Albgaustadions in das öffentliche Netz eingespeist. Ein Weitsprung-Meeting im Mai 2021, unter anderem mit dem Vizeeuropameister Fabian Heinle, war die erste Veranstaltung im sanierten Hans-Bretz-Stadion.

### Albgaubad
Der damalige Vorsitzende des Turnvereins Ettlingen initiierte im Jahre 1931 den Ausbau eines gepachteten Wiesengeländes auf der „Jahnwiese“ im Osten der Stadt zu einem für Leichtathleten und Handballer geeigneten Sportgelände. Die 1950 beschlossene Absicht der Stadt, auf der „Jahnwiese“ ein Freibad als Ersatz für die Städtische Badeanstalt in der Luisenstraße anzulegen, führte, vorangetrieben durch Bürgermeister Hugo Rimmelspacher, am 1. Juli 1951 zur Eröffnung des Freibads und damit zur Suche nach einem neuen Standort für die anderen Sportarten. Das Hallenbad wurde 1974 eingeweiht. Die Wasserballer trainieren hier und im Hallenbad Grötzingen.

### Albgauhalle

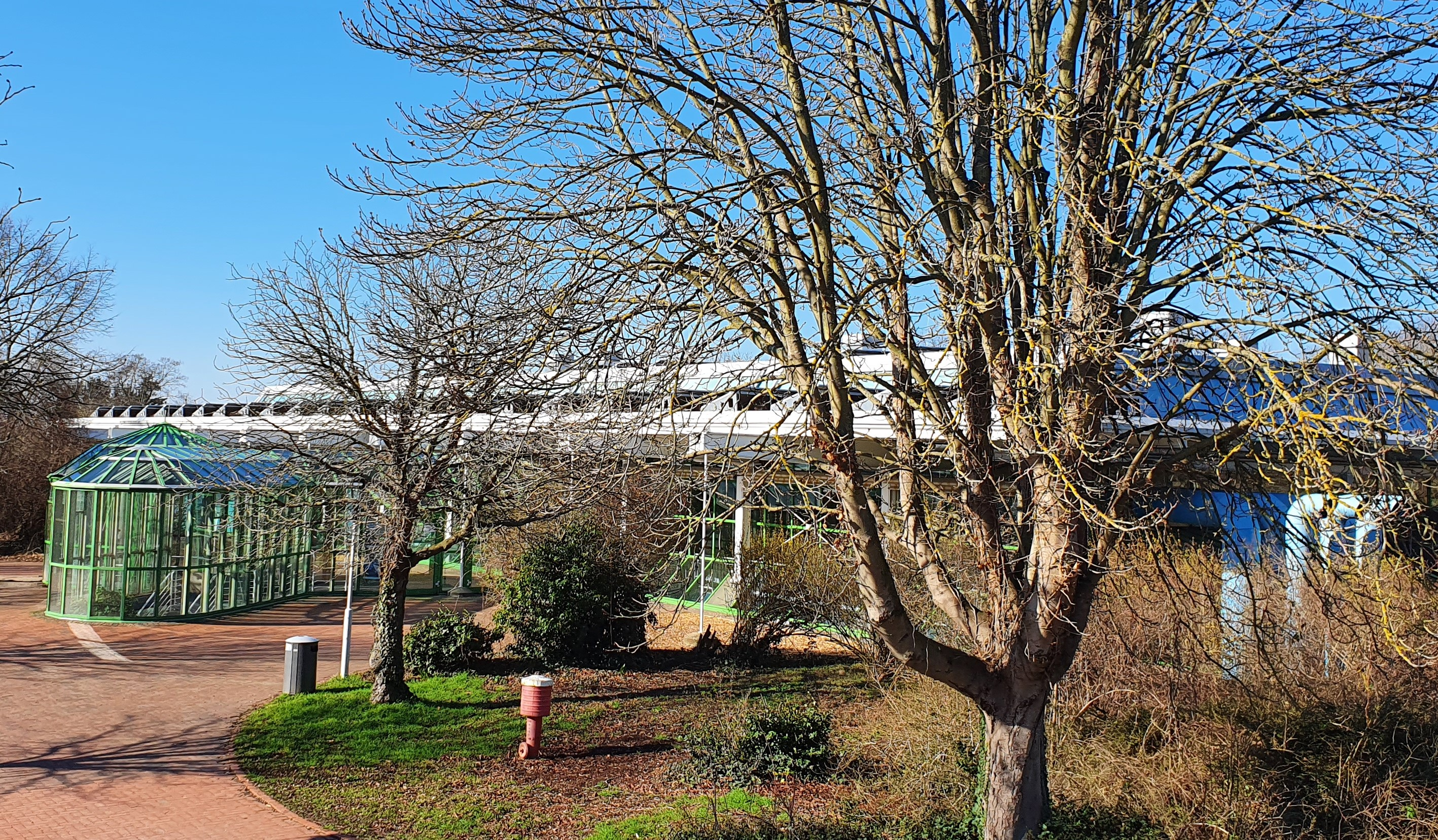
Eingangsbereich der Ettlinger Albgauhalle (2021)

Die beim Albertus-Magnus-Gymnasium gelegene Sport- und Mehrzweckhalle mit ihren bis zu 1.800 Sitzplätzen steht seit 1981 den Vereinen, dem Schulsport und den Schlossfestspielen zur Verfügung. Sie ist Spielstätte für Badminton und Volleyball.